# Episinus zurlus
Episinus zurlus là một loài nhện trong họ Theridiidae.
Loài này thuộc chi Episinus. Episinus zurlus được Herbert Walter Levi miêu tả năm 1964.